# Indotipula melanodonta
Indotipula melanodonta is een tweevleugelige uit de familie langpootmuggen (Tipulidae). De soort komt voor in het Australaziatisch gebied.